# РПО-М/ПДМ-А «Шмель-М»
РПО «Шмель-М» — реактивный пехотный огнемёт (РПО) повышенной дальности и мощности (ПДМ). Разработан АО «Конструкторское бюро приборостроения» (КБП) г. Тула. Предназначен для выведения из строя живой силы противника, расположенной как на открытой местности, так и в различного вида сооружениях (строений из камня, кирпича или бетона), а также для уничтожения легкобронированной и автомобильной техники, разрушения укреплëнных зданий.

## История создания
В начале 2000-х годов в тульском КБ Приборостроения в результате модернизации реактивного пехотного огнемёта РПО «Шмель» был разработан огнемёт повышенной дальности и мощности «Шмель-М». Благодаря использованию новых конструктивных решений и современных технологий тульским конструкторам удалось добиться увеличения дальности стрельбы и мощности боеприпаса при снижении массогабаритных характеристик.

## Особенности конструкции
«Шмель-М» представляет собой реактивное оружие, где для разгона снаряда используется реактивный двигатель, жёстко закреплëнный сзади на корпусе боевой части.
Огнемёт состоит из одноразовых пусковых контейнеров с выстрелами, присоединяемых к транспортно-пусковому контейнеру перед стрельбой.
Модуль управления огнëм выполнен из пластика и включает в себя пистолетную рукоятку и короткое цевье. В корпусе смонтированы ударно-спусковой и предохранительный механизмы, слева на нëм установлен штатный оптический прицел на складном кронштейне и дополнительная направляющая для крепления ночных прицелов.

## Характеристики[3]
- Пусковое устройство — ТПК одноразового применения с многоразовым пусковым устройством.
- Ракета (выстрел) — оснащена стартовым твердотопливным двигателем, скрепленным с боеприпасом. Заряд двигателя сгорает полностью при движении снаряда по стволу оружия.
  - Калибр — 90 мм
  - Длина — 940 мм
  - Масса огнемëта — 8,8 кг
  - Дальность стрельбы максимальная — 1700 м
  - Дальность стрельбы прицельная — 800 м
  - Дальность прямого выстрела по цели высотой 3,5 м — 300 м
- Взрывчатая топливно-воздушная смесь (термобарический выстрел / боеприпас объемного взрыва), сгорает без детонации, мощность эквивалентна осколочно-фугасному снаряду 152 мм (по данным КБП). В носовой части заряда небольшой кумулятивный заряд для разрушения преград. По сравнению с РПО-А могущество БЧ повышено в 2 раза. Масса смеси — 3,2 кг